# Niederkrüchten
Niederkrüchten là một thị xã ở quận Viersen, Bắc Rhine-Westphalia, Đức. Đô thị này cách Roermond 15 km về phía đông và 15 km về phía tây Mönchengladbach. Đô thị này có diện tích 68 km2, dân số thời điểm ngày 3 tháng 9 năm 2006 là 41.372 người.